# 斯科萊特峰

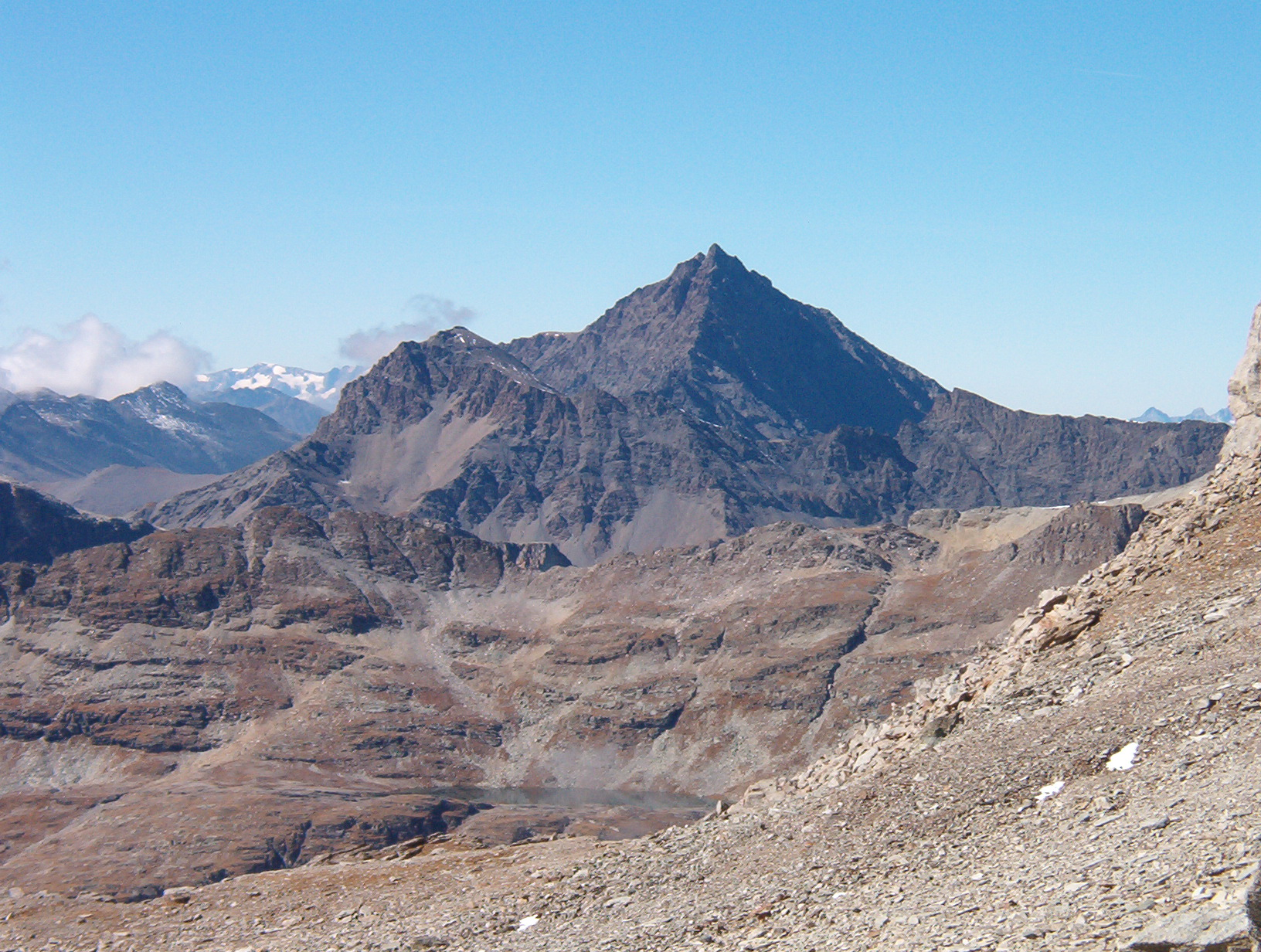

45°09′34″N 06°46′04″E / 45.15944°N 6.76778°E
斯科萊特峰（法語：Aiguille de Scolette），是西歐的山峰，位於法國和意大利接壤的邊境，屬於科蒂安阿爾卑斯山脈的一部分，海拔高度3,506米，每年平均降雨量1,479毫米，人類在1875年首次登頂。